# Nongstoin
Nongstoin est une ville indienne située dans le district des West Khasi Hills dans l’État du Meghalaya. En 2011, sa population était de 28 742 habitants.

## Religion
Religion à Nongstoin (2011)
- Christianisme (98,66 %)
- Hindouisme (0,63 %)
- Islam (0,37 %)
- Autres (0,34 %)